# Condado de Iron (Michigan)
O Condado de Iron é um dos 88 condados do estado americano de Michigan. A sede do condado é Crystal Falls, e sua maior cidade é Crystal Falls.
O condado possui uma área de 3 137 km² (dos quais 116 km² estão cobertos por água), uma população de 13 138 habitantes, e uma densidade populacional de 4 hab/km² (segundo o censo nacional de 2000).